# Masoud Esmaeilpour
Masoud Esmaeilpour Jouybari (in persiano مسعود اسماعیل‌پور جویباری‎; Juybar, 6 agosto 1988) è un lottatore iraniano, specializzato nella lotta libera.

## Biografia
Ha rappresentato l'Iran ai Giochi olimpici estivi di Londra 2012 nel torneo dei 60 chilogrammi.
Ai mondiali di Tashkent 2014 ha vinto la medaglia d'argento nei 61 chilogrammi, mentre a quelli di Budapest 2013 quella di bronzo nei 60 chilogrammi.

## Palmarès
- Mondiali

Budapest 2013: bronzo nei 60 kg.
Tashkent 2014: argento nei 61 kg.
- Giochi asiatici

Incheon 2014: argento nei 61 kg.
- Campionati asiatici

Pattaya 2009: bronzo nei 60 kg.
Nuova Delhi 2010: oro nei 60 kg.
Gumi 2012: argento nei 60 kg.
Almaty 2014: oro nei 61 kg.
Doha 2015: oro nei 65 kg.
- Giochi della solidarietà islamica

Baku 2017: bronzo nei 61 kg.